# SG Bünde 08
Die SG Bünde 08 war ein Sportverein aus Bünde im Kreis Herford. Die erste Fußballmannschaft spielte ein Jahr in der höchsten Amateurliga Westfalens.

## Geschichte
Die Sportgemeinschaft Bünde 08 entstand im Jahre 1951, als sich die Sportgemeinde Bünde-Südlengern in die SG Bünde 08 und den TuS Eintracht Bünde aufspaltete. Noch unter dem Namen SG Bünde-Südlengern wurde die Mannschaft im Jahre 1947 Meister der Bezirksklasse Herford, scheiterte allerdings in der Aufstiegsrunde zur Landesliga am TSV Detmold und dem FC Höxter. Nachdem der VfL Witten in die Oberliga West aufstieg erhielten die Bünder eine zusätzliche Chance zum Aufstieg. In einem Entscheidungsspiel im neutralen Münster traf die SG auf Eintracht Nordhorn, die das Spiel mit 1:0 für sich entscheiden konnten. 1951 wurden die 08er Vizemeister der Bezirksklasse hinter Union Herford. Drei Jahre später gelang schließlich der Aufstieg in die Landesliga, die zur damaligen Zeit die höchste Amateurliga Westfalens war. Trotz eines 1:0-Sieges über Arminia Bielefeld wurden die Bünder Tabellenletzter und kehrten nach nur einem Jahr in die Bezirksklasse zurück.
Während der SV Ennigloh 09 mit dem Landesligaaufstieg 1959 die Führungsrolle in der Stadt übernahm, kämpften die 08er immer mehr gegen den Abstieg. Im Jahre 1960 stiegen die Bünder aus der Bezirksklasse ab und kehrten nach nur einem Jahr zurück. In der Bezirksklassensaison 1961/62 wurde die SG mit 12:48 Punkten abgeschlagen Tabellenletzter. Der nächste Aufstieg in die Bezirksklasse folgte 1964. In der folgenden Spielzeit gelang der Durchmarsch in die Landesliga. Diese konnte bis 1967 gehalten werden, bevor es wieder runter in die Bezirksklasse ging. Drei Jahre später stiegen die Bünder wieder in die 1. Kreisklasse ab. Dort wurde die Mannschaft 1972 Vizemeister hinter dem TV Elverdissen. Im Jahre 1973 fusionierte die SG Bünde 08 mit dem SV Ennigloh 09 zum Bünder SV. Zuvor scheiterte im Frühjahr 1971 eine geplante Fusion mit dem TuS Eintracht Südlengern.